# 30195 Akdemir
30195 Akdemir è un asteroide della fascia principale. Scoperto nel 2000, presenta un'orbita caratterizzata da un semiasse maggiore pari a 2,4210837 UA e da un'eccentricità di 0,1900881, inclinata di 6,16941° rispetto all'eclittica.